# Tajemná záře nad Pacifikem
Tajemná záře nad Pacifikem, anglicky The Final Countdown, je americké válečné filmové sci-fi drama z roku 1980 odehrávající se v Tichém oceánu na americké letadlové lodi USS Nimitz (CVN-68), což je první loď třídy Nimitz. Jde o dramatický sci-fi příběh, kdy při jedné ze cvičných plaveb v Tichém oceánu záhadnou hrou přírodních sil nastane posun v čase a velká moderní letadlová loď se pojednou ocitne v roce 1941, a to přesně jeden den před japonským útokem na Pearl Harbor – tedy 6. prosince 1941. Jde o zajímavě pojaté zamyšlení nad tím, jak by asi vypadala druhá světová válka v Tichomoří, kdyby Spojené státy americké tehdy měly k dispozici vojenskou techniku pocházející z konce 70. let 20. století.

## Hrají
- Kirk Douglas, Martin Sheen, Katharine Rossová, James Farentino, Charles Durning, Sun-tek Oh, Lloyd Kaufman, Peter Douglas, Richard Liberty, Ron O'Neal